# Ledtjärnen (Revsunds socken, Jämtland, 696658-145887)
Ledtjärnen är en sjö i Bräcke kommun i Jämtland och ingår i Ljungans huvudavrinningsområde.